# T Cygni
Désignations
T Cygni (en abrégé T Cyg) est une étoile binaire de cinquième magnitude de la constellation boréale du Cygne. L'étoile primaire, désignée T Cygni A, présente une parallaxe annuelle de 7,78 mas mesurée par le satellite Gaia, ce qui permet d'en déduire qu'elle est distante d'environ 128 pc (∼417 al) de la Terre. Elle s'en rapproche à une vitesse radiale héliocentrique de −24 km/s. Son compagnon, désigné T Cygni B, présente une parallaxe semblable de 7,88 mas, ce qui le place à environ 127 pc (∼414 al) de la Terre.
T Cygni A est une géante rouge de type spectral K3 III, qui a épuisé l'hydrogène de son cœur et qui s'est éloignée de la séquence principale. C'est une étoile variable, probablement de type irrégulière à longue période, dont la magnitude apparente varie entre 4,91 et 4,96. Le rayon de l'étoile est 28 fois plus grand que le rayon solaire, elle est 241 fois plus lumineuse que le Soleil et sa température de surface est de 4 285 K.
Son compagnon, T Cygni B, est une étoile de magnitude 10,03 qui, en date de 2016, était localisée à une distance angulaire de 10 secondes d'arc et selon un angle de position de 120° de la primaire. En 1877, elle présentait déjà la même séparation et un angle de position quasi-identique (121°).